# Efter stormen (sång)
Efter stormen är en poplåt med hösttema skriven av Marie Fredriksson och Lasse Lindbom, och inspelad av Marie Fredriksson själv på albumet med samma namn 1987 . Den släpptes också på singel samma år, med "Varmt och djupt" som B-sida.
Den blev en stor hitlåt i Sverige, och på den svenska singellistan låg den som högst på sjunde plats. Melodin testades på Svensktoppen, där den låg i 18 veckor veckor under perioden 25 oktober 1987-28 februari 1988.

## Listplaceringar
| Lista (1987) | Topplacering |
| ------------ | ------------ |
| Sverige      | 7            |